# Mahen-Theater

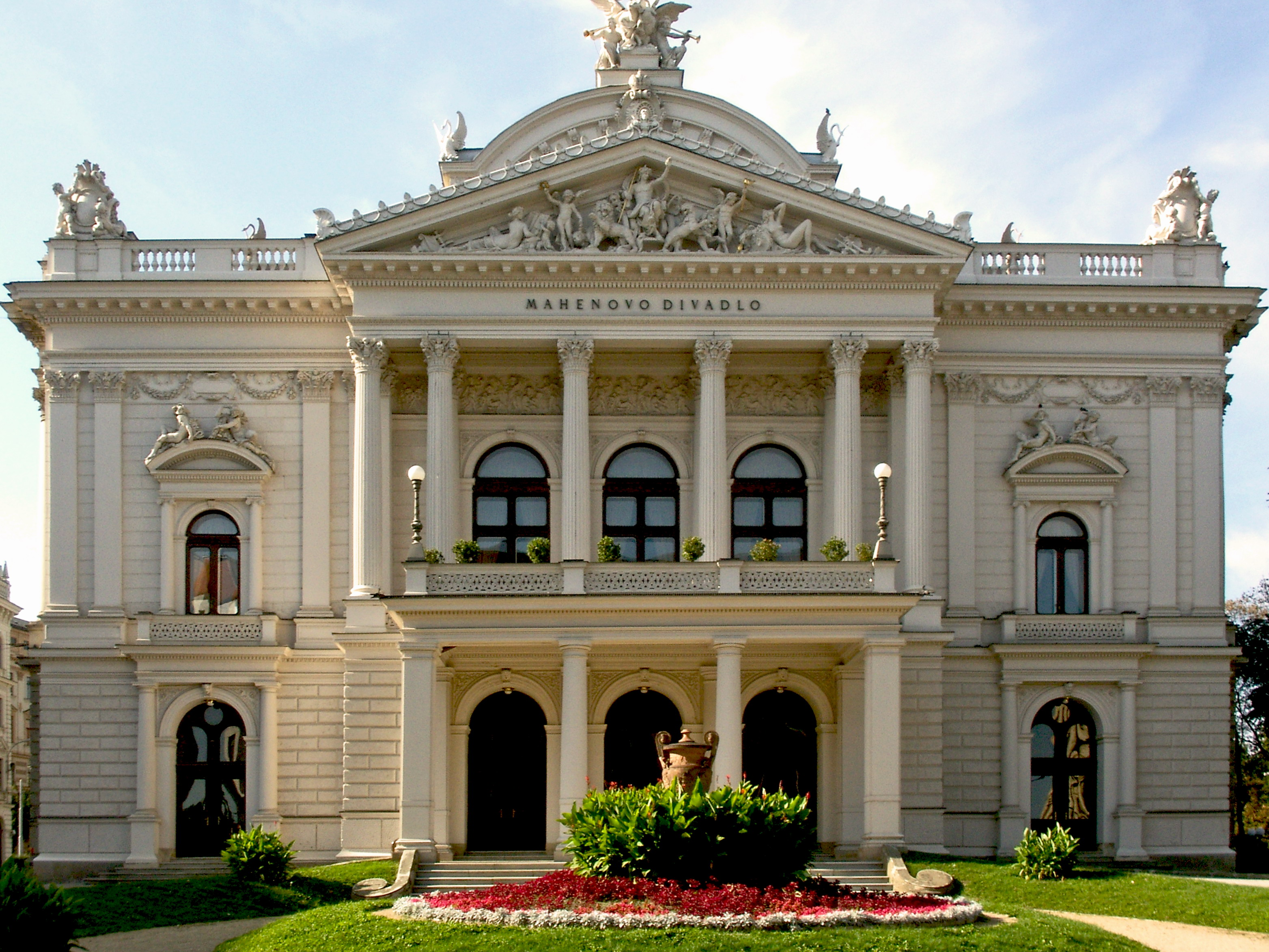
Das Mahen-Theater in Brünn, 2007

Das Mahen-Theater (Mahenovo divadlo) in Brünn/Brno ist ein im historistischen Stil gehaltener Theaterbau der Architekten Fellner und Helmer.

## Geschichte

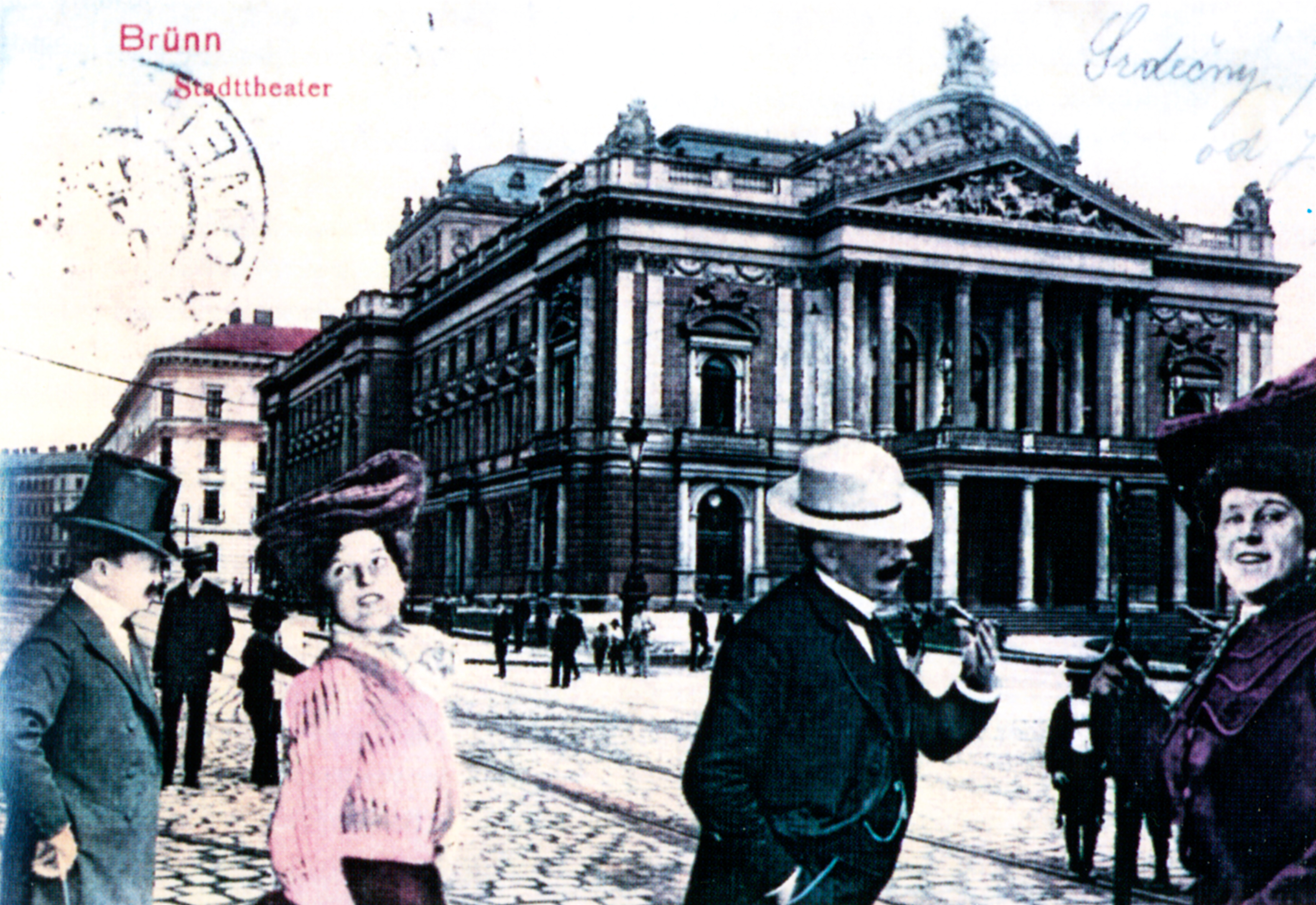
Das Deutsche Stadttheater in Brünn, 1903

Das zunächst als Deutsches Stadttheater erbaute Haus wurde in der Folge der 1861–1863 durchgeführten Entfestigung Brünns und der Errichtung einer Ringstraße (nach Wiener Vorbild) auf dem Obstmarkt (heute: Malinovsky-Platz) erbaut. Bis 1918 und während des Protektorats hatte es die Funktion, für die deutschsprachige Bevölkerung in deutscher Sprache zu spielen, während als Tschechisches Nationaltheater damals das Theater an der Eichhorngasse diente. Anschließend übernahm dieses repräsentative Haus die Funktion des Tschechischen Nationaltheaters und hieß zunächst Theater auf den Schanzen (1918–1945), anschließend Janáček-Oper (1945–1946), Janáček-Theater (1946–1965) und heute (seit 1965) nach Jiří Mahen.
Bürgermeister Gustav Winterholler war die treibende Kraft hinter dem kulturellen Prestigeprojekt. Der Auftrag wurde 1878 an die renommierten Wiener Theaterarchitekten Ferdinand Fellner jun. und Hermann Helmer vergeben; am 18. Juli 1881 wurde mit dem Bau begonnen; zur Eröffnung, unter der Direktion von Adolf Franckel, am 30. Oktober 1882 wurde Goethes Egmont aufgeführt. 
Der reiche Skulpturenschmuck des Theaterbaus ist das Werk des Wieners Theodor Friedl (1842–1900), der regelmäßig mit Fellner und Helmer zusammenarbeitete. Für die Stufen der Haupttreppe wurde Marmor – schönster Stefanostein – verwendet, für die Stiege vom Parterre in den 1. Stock wählte man harten Kaiserstein aus dem Hausbruch in Kaisersteinbruch, für die Galeriestiegen Brünnlitzer Stein. Der Wiener Bildhauer Franz Schönthaler (1821–1904) schuf die Figurengruppe der Attika aus Breitenbrunner Bildhauerstein. Die allegorischen Deckengemälde des Zuschauerraums stammen von Julius Schmid (1854–1935) aus Wien und Olga Fialková (1848–1930); der Vorhang wurde von Franz Lefler (1831–1898) entworfen.
Das Stadttheater in Brünn wurde als erstes Theater nach den infolge des Ringtheaterbrands (1881) erhöhten Sicherheitsvorschriften frei stehend errichtet. Es war demzufolge das erste voll elektrisch beleuchtete Theater auf dem europäischen Kontinent. Für die Beleuchtung wurde in der Offermann-Straße, jetzt Vlhká-Straße, ein Dampfkraftwerk errichtet, nachdem 1882 der Assistent von Thomas Alva Edison, Francis Jehl, nach Brünn gekommen war, um die elektrische Beleuchtung des Theaters zu projektieren und zu installieren.
1971–1978 wurde der Bau, der bis dahin im Wesentlichen noch in seiner Originalform und mit seiner ursprünglichen technischen Ausstattung bestanden hatte, einer denkmalgerechten Totalrenovierung unterzogen. Teile der Architektur und der Dekoration wurden restauriert und fehlende Details mit Kopien von erhaltenen Originalfragmenten ersetzt. Eine neue Innenraumausstattung, entworfen vom Brünner Architekten Jindrich Kumpost jun., schließt Beleuchtungskörper, Buffet-Theke, Vitrinen, Sessel, Lautsprecher und die Verkleidung der Radiatoren ein. Statt der ursprünglichen 1195 Sitze gibt es nun komfortable 572 Sitze.
1987 kam es unter der Bühne des Mahen-Theaters zur Eröffnung des Divadélko Na Hradbách (neuerlich also als kleines Theater auf den Schanzen bezeichnet). Dieser Raum mit kleinem Auditorium dient als Ein-Mann-Bühne und als Ort anderer kleiner Kulturveranstaltungen.
Unter anderem begannen Maria Jeritza und Leo Slezak ihre Laufbahn an diesem Theater.

## Sonstige Anmerkungen
1. ↑  Das Büro, das sich auf die Projektierung von Theatergebäuden spezialisiert hatte, war europaweit tätig und baute unter anderem auch deutschsprachige Theater in Reichenberg/Liberec (1881–1883), Karlsbad (1883–1886), Prag (1886–1887, heutige Staatsoper Prag im Smetana-Theater) sowie Gablonz/Jablonec (1906–1907).